# Charles Winckler
Charles Gustav Wilhelm Winckler (Frederiksberg, 9 aprile 1867 – Frederiksberg, 17 dicembre 1932) è stato un tiratore di fune danese.

## Biografia
Ha partecipato ai giochi olimpici di Parigi del 1900, dove ha vinto, con la squadra mista danese/svedese, la medaglia d'oro nel tiro alla fune, sconfiggendo in finale i francesi del Racing Club de France per 2 a 0.
Nella stessa edizione ha partecipato alle gare di getto del peso, classificandosi decimo, e di lancio del disco, classificandosi ottavo a pari misura con lo svedese Eric Lemming.

## Palmarès
In carriera ha conseguito i seguenti risultati:
- Giochi olimpici

Parigi 1900: oro nel tiro alla fune.